# Heinrich Degen
Heinrich Degen (* 2. Oktober 1902 in Burgbrohl; † 9. März 1970 in Würzburg) war ein deutscher Kommunalpolitiker.

## Werdegang
Degen wurde in Burgbrohl in der vulkanischen Osteifel geboren. Nach der Schulausbildung und dem Besuch eines Seminars war er einige Jahre als Lehrer an der deutschen Realschule in Bilbao (Spanien) tätig. Von 1933 an besuchte er die Universitäten in Wien und Köln. Er schloss seine Studien 1942 mit einer Doktorarbeit zur Geschichte des Niederrheins ab. Eine weitere Quelle erwähnt aber, dass sich Degens Doktorarbeit mit einem NS-Thema der Blut-und-Boden-Ideologie befasst habe und an der Universität in Würzburg unter Verschluss befinde. Während des Krieges diente er als Soldat und kam danach als Gefangener Offizier in den Kahlgrund nach Mömbris. Hier heiratete er 1951 und lebte in Mensengesäß. Er war von 1950 bis zu seinem Tod 1970 Landrat des unterfränkischen Landkreises Alzenau. Von 1954 bis 1970 war er zudem Vorsitzender des Spessartbundes. Er erwarb sich Verdienste um die Errichtung des Naturparks Spessart. Degen verstarb am 9. März 1970 in Würzburg und wurde am Friedhof in Mömbris beerdigt.

## Heimatgedicht und Heimatlied
Heinrich Degen verfasste das Gedicht „Kennst Du das schöne Waldbachtal“ im Jahre 1951. Es war eine Hommage an seine neue Heimat den Kahlgrund. Das Gedicht wurde auch in ein Volkslied umgewandelt, dessen Melodie von dem katholischen Pfarrer Karl Weippert (1902–1988) stammte. Weippert war von 1937 bis 1953 Pfarrer in Mömbris.
Kennst du das schöne Waldbachtal

1. Kennst Du das schöne Waldbachtal,

wo eilt und rauscht die munt’re Kahl?

Kennst Du den dunklen Spessartwald,

wo einst des Jägers Waldhorn schallt?

2. Du siehst auf seinen Bergeshöh’n

zerfall’ne Burgen träumend steh’n,

daraus viel Ritter, Edelfrau’n

in Sagen, Märchen auf dich schau’n.

3. Da klappern in dem Wiesengrund

viel Mühlen emsig Stund um Stund.

Sie mahlen uns das täglich Brot

und bannen so die große Not.

4. Verträumt liegt still im Waldbachtal

manch Dörflein lieblich an der Kahl,

ein kleines, alt und säuberlich,

rühm stolz als meine Heimat ich.

5. Dich lieb ich stiller Spessartort,

der Väter Sitte starker Hort.

Dein dacht ich in der weiten Welt,

kein Ort mir so wie Du gefällt.

6. Da wiegt mich der Mutter Lied,

wo dort am Hang der Kirschbaum blüht,

da war ich jung, nun bin ich alt,

noch immer rauscht mein Spessartwald

7. Da blüht auf grüner Wiesenau,

ein Blümlein zart und himmelblau.

Das grüßt und mahnt "Vergiß mein nicht,

verlass der Väter Sitte nicht!"

8. Dich lieb ich, schönes Waldbachtal,

wo eilt und rauscht die munt’re Kahl!

Dich lieb ich, stiller Spessartort,

der Vätersitte starker Hort.
Durch den „Mömbriser Viergesang“, eine aus vier Frauen bestehende Gesangsgruppe mit Akkordeon-Begleitung, wurde das Heimatlied in einer etwas abgewandelter Textform als das Mömbriser Heimatlied erst in den 1980er Jahren bekannt. Mit der in der 3. Strophe genannten Dialektbezeichnung „Memersch“ ist der Ort „Mömbris“ gemeint.
1. Kennst Du das schöne Waldbachtal,

wo eilt und rauscht die munt’re Kahl?

Kennst Du den dunklen Spessartwald,

wo einst des Jägers Waldhorn schallt?

Refrain:

|:Dich lieb ich schönes Waldbachtal,

wo eilt und rauscht die munt’re Kahl:|

2. Da klappern in dem Wiesengrund

viel Mühlen emsig Stund um Stund.

Sie mahlen uns das täglich Brot

und bannen so die große Not.

Refrain:

|:Dich lieb ich schönes Waldbachtal,

wo eilt und rauscht die munt’re Kahl:|

3. Es liegt in diesem Waldbachtal,

wo stille fliest die muntre Kahl,

ein Dörflein, alt und säuberlich,

das nennt im Volksmund „Memersch“ sich.

Refrain:

|:Dich lieb ich schönes Waldbachtal,

wo eilt und rauscht die munt’re Kahl:|

4. Dich lieb ich stiller Spessartort,

der Väter Sitte starker Hort.

Dein dacht ich in der weiten Welt,

kein Ort mir so wie Du gefällt.

Refrain:

|:Dich lieb ich stiller Spessartort,

der Väter Sitte starker Hort.:|

5. Da blüht auf grüner Wiesenau,

ein Blühmlein zart und himmelblau.

Das grüßt und mahnt Vergissmeinnicht,

verlass der Väter Sitte nicht.

Refrain:

|:Dich lieb ich stiller Spessartort,

der Väter Sitte starker Hort.:|

## Ehrungen
- 1969: Verdienstkreuz 1. Klasse der Bundesrepublik Deutschland
- Bayerischer Verdienstorden
- Benennung des Dr.-Heinrich-Degen-Weg (Wanderweg im Kahlgrund)